# Fabiano Oliveira
Fabiano Monteiro de Oliveira, genannt Fabiano Oliveira (* 6. März 1987 in Seropédica) ist ein ehemaliger brasilianischer Fußballspieler.

## Karriere
Oliveira startete seine Profikarriere 2005 bei Flamengo Rio de Janeiro. Bei diesem Verein spielte er nur sporadisch und wurde bis zum Sommer 2013 an eine Vielzahl von Vereinen ausgeliehen.
Im Sommer 2013 verließ er dann Flamengo endgültig und wechselte in die türkische TFF 1. Lig zu Adanaspor. Bereits zur nächsten Winterpause verließ er diesen Klub wieder. In der Folge spielte er bis 2019 bei unterklassigen Klubs in seiner Heimat.

## Erfolge
Flamengo
- Copa do Brasil: 2006